# Masayoshi Takanaka
Masayoshi Takanaka (高中 正義 en japonés, nacido el 27 de marzo de 1953 en Shinagawa, Tokio, Japón). Es un guitarrista, compositor y productor japonés cuya obra influenció el género del City pop al final de los años 70 y durante los 80.

## Carrera
Comenzó su carrera profesional en 1971, tocando la guitarra y el bajo en la banda de Rock progresivo «Flied Egg», la cual trabajaba bajo el auspicio de la discográfica Vertigo Records.
En 1972, Takanaka ingresó a la banda «Sadistic Mika Band». Dicha banda se desmanteló hacia 1975 cuando sus dos líderes Kazuhiko Kato y Mika Fukui (que estaban casados) se separaron. En 1976, Takanaka sacó su primer álbum, apodado «Seychelles». A lo largo de los años 70 y 80 lanzó alrededor de 20 álbumes y canciones a través de la discográfica Kitty Records, la cual abandonó en 1984 para unirse a EMI Music Japan. Estuvo en EMI hasta el 2000, año en el que decidió abrir su propia discográfica «Lagoon Records».
Takanaka es conocido por sus guitarras llamativas y ostentosas, incluyendo una Fender Stratocaster dorada y su guitarra insignia, una Yamaha SG-2000 MT «Lagoon-blue», que usa para tocar en eventos en vivo.
En 2015, una pista de su canción «Penguin Dancer» (1981) fue usada por Grimes en su canción «Butterfly». En 2019, la revista Young Guitar Magazine posicionó su canción de 1979 «Blue Lagoon»  entre las mejores interpretaciones con guitarra, ubicándola en el puesto 14.

## Discografía

### Álbumes de estudio
Seychelles (1976)
Takanaka (1977)
An Insatiable High (1977)
Brasilian Skies (1978)
On Guitar (1978)
Jolly Jive (1979)
All Of Me (1979)
Finger Dancin (1980)
T-Wave (1980)
The Rainbow Goblins (1981)
Alone (1981)
Saudade (1982)
Can I Sing? (1983)
夏・全・開 (Open All Summer) (1984)
Traumatic - Far Eastern Detectives (1985)
Jungle Jane (1986)
Rendez-Vous (1987)
Hot Pepper (1988)
Gaps! (1989)
Nail the Pocket (1990)
Fade to Blue (1992)
Little Richard Meets Masayoshi Takanaka (1992)
Aquaplanet (1993)
The Lover (1993)
Wood Chopper's Ball (1994)
Covers (With Pauline Wilson) (1995)
Guitar Wonder (1996)
The White Goblin (1997)
Bahama (1998)
Walkin' (1999)
Hunpluged (2000)
GUITAR DREAM (2001)
The Moon Rose (2002)
Surf & Turf (2004)
summer road (2009)
Karuizawa Daydream (2010)
40th Year Rainbow (2011)

### Álbumes en vivo
Super Takanaka Live! (1980)
Ocean Breeze (1982)
Rainbow Goblins Story / Live at Budokan (1986)
Jungle Jane Tour Live (1986)
One Night Gig (1991)
Niji Densetsu II - Live at Budokan - Time Machine to the Past (1997)
The Man with the Guitar (Recorded at Liveteria) (2001)
30th Anniversary Power Live With Friends (2001)
Super Studio Live! (2014)